# ماكس لينز
ماكس لينز (بالألمانية: Max Lenz)‏ هو مختص في الدراسات القروسطية ‏ ومؤرخ ألماني، ولد في 13 يونيو 1850 في غرايفسفالد في ألمانيا، وتوفي في 6 أبريل 1932 في برلين في ألمانيا.